# Promagistrat
Un promagistrat és una persona que actua amb l'autoritat i capacitat d'un magistrat, però sense ocupar un càrrec magisterial. El concepte prové de l'antic Imperi Romà.

## Figura
Com innovació legal de la República Romana, va crear la promagistratura per proveir a Roma amb governadors els territoris d'ultramar o les noves conquestes, en comptes d'haver de triar més magistrats cada any. Els promagistrats eren designats per Senatus consultum, com tots els actes del Senat romà, aquests nomenaments no eren completament legals i podien ser desautoritzats per les Assemblees romanes, per exemple, la substitució de Quint Cecili Metel Numídic per Gai Mari durant la Guerra de Jugurta.
Els promagistrats eren normalment proqüestors, que actuaven en lloc dels qüestors, propretors, en lloc dels pretors o procònsols en lloc dels cònsols. Un promagistrat tenia una autoritat equivalent a la del magistrat, era assistit pel mateix nombre de lictors, i en termes generals tenia poder autocràtic dins de la seva província, fos poder territorial o qualsevol altre. Els promagistrats normalment ja havien ocupat el càrrec en representació del qual actuaven, encara que això no era obligatori.

## Promagistratures
La institució de les promagistratures es va desenvolupar perquè els romans van trobar poc pràctic continuar afegint magistratures ordinàries per administrar les seves províncies recentment adquirides. Per tant, van adoptar la pràctica de designar un individu per actuar en lloc o en capacitat d'un magistrat (magistratu), un promagistrat era literalment un tinent.

## Imperium
El concepte legal romà d'imperium significava que un magistrat o promagistrat imperial tenia autoritat absoluta dins de la competència del seu càrrec, per tant, un promagistrat amb imperium designat per governar una província tenia autoritat absoluta dins de la seva província, és més, la paraula província es referia tant al càrrec o jurisdicció del governador com al territori que governava. Un governador provincial tenia gairebé autoritat total il·limitada, i sovint obtenia mitjançant amenaces enormes quantitats de diners de la població, ja que tenia immunitat judicial total durant el seu període en el càrrec. Es va convertir en bastant comú que els governadors provincials busquessin l'elecció contínua al càrrec per evitar judicis per extorsió i suborn. Hi ha dos famosos exemples, Gai Verres i Luci Sergi Catilina.

## Repercussions
El poder gairebé il·limitat d'un promagistrat d'alta graduació ha portat a utilitzar el terme procònsol per designar qualsevol oficial d'alta graduació i autoritari nomenat des de dalt (o des de fora) per governar un territori sense considerar les institucions polítiques locals (és a dir, un que no està seleccionat i l'autoritat sobrepassa a la dels oficials locals). Més enllà de l'Imperi Romà, trobem exemples com Douglas MacArthur, a qui se li va donar vasts poders per a dur a terme esforços de reforma i recuperació al Japó després de la Segona Guerra Mundial, i ha estat descrit ocasionalment com el procònsol estatunidenc del Japó.